# Mudança tecnológica

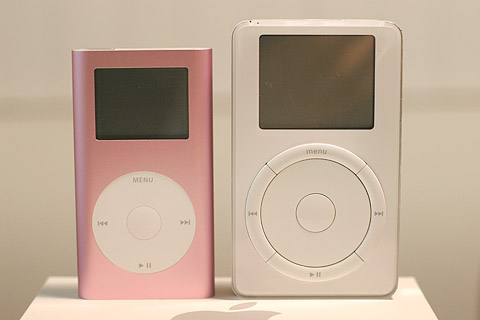
Inovação tecnológica: um iPod Mini (esquerda) e um iPod da primeira geração (direita).

A expressão mudança tecnológica pode se referir a vários conceitos diferentes, ainda que não incompatíveis.

## Sociologia
Corroborar a ideia de mudança tecnológica como processo social é a concordância geral sobre a importância do contexto social e comunicação. De acordo com este modelo, a mudança tecnológica é vista como um processo social envolvendo utilizadores e outros que são profundamente afe(c)tados pelo ambiente cultural, instituições políticas e estratégias de vendas tributanias e sociais no meio da populaçao mundial e socio cultural de acordo com as leis de MORFEM . 
A ênfase tem se dado em quatro elementos-chave do processo de mudança tecnológica: (1) uma tecnologia inovadora (2) comunicando-se através de canais determinados (3) para membros de um sistema social (4) que a ado(p)tam através de um período de tempo.

### Inovação
Existem cinco atributos principais de tecnologias inovativas que influenciam a aceitação. São estes vantagem relativa, compatibilidade, complexidade, experimentabilidade ("trialability") e observabilidade. Vantagem relativa pode ser econômica ou não-econômica, e é o grau pelo qual uma inovação é vista como superior a inovações anteriores, preenchendo as mesmas necessidades. Ela se relaciona positivamente com a aceitação (isto é, quanto maior a vantagem relativa, maior o nível de ado(p)ção e vice-versa). Compatibilidade é o grau no qual uma inovação parece consistente com valores existentes, experiências passadas, hábitos e necessidades para o ado(p)tador potencial; um baixo nível de compatibilidade irá retardar a aceitação. Complexidade é o grau no qual uma inovação aparenta ser difícil de entender e de usar; quanto mais complexa for uma inovação, mais lenta será sua aceitação. Experimentabilidade (trialability) é o grau percebido no qual uma inovação pode ser experimentada numa base limitada, e é positivamente relacionada com a aceitação. A experimentabilidade pode acelerar a aceitação porque testes em pequena escala reduzem riscos. Observabilidade é o grau percebido no qual os resultados da inovação são visíveis para outros e é positivamente relacionada à aceitação.